# Jonathan Cantwell
Jonathan Cantwell (Brisbane, 8 januari 1982 - 6 november 2018) was een Australisch wielrenner en triatleet. Tijdens zijn carrière als wielrenner reed hij voor onder meer Team Saxo Bank. Cantwell was een sprinter.
In 2010 eindigde hij als derde in het eindklassement van de UCI Oceania Tour.In 2014 stopte hij met wielrennen en ging zich bezig houden met triatlon.
Er werd zaadbalkanker bij hem geconstateerd, waar hij van genas. In 2018 overleed Cantwell op 36-jarige leeftijd; de doodsoorzaak was aanvankelijk onbekend. Later werd bekend dat hij, net als zijn vader, een eind aan zijn leven gemaakt had. Hij leed aan een ernstige psychische aandoening.
Hij laat twee kinderen achter.

## Belangrijkste overwinningen
2009
3e etappe Ronde van Elk Grove
6e etappe Herald Sun Tour
2010
2e en 3e etappe Ronde van Elk Grove
Eindklassement Ronde van Elk Grove
2011
 Australisch kampioen criterium, Elite
2012
4e en 7e etappe Ronde van Taiwan

## Resultaten in voornaamste wedstrijden
| Jaar | Ronde van Italië | Ronde van Frankrijk | Ronde van Spanje |
| ---- | ---------------- | ------------------- | ---------------- |
| 2012 |                  | 137e                |                  |
| 2013 |                  |                     |                  |

| Jaar | Milaan-San Remo | Gent-Wevelgem | Ronde van Vlaanderen | Parijs-Roubaix |
| ---- | --------------- | ------------- | -------------------- | -------------- |
| 2012 |                 | 132e          |                      |                |
| 2013 | 85e             |               | opgave               | 92e            |

## Ploegen
- 2008 –  Jittery Joe's Pro Cycling Team
- 2009 –  Fly V Australia-Virgin Blue
- 2010 –  Fly V Australia
- 2011 –  V Australia (vanaf 20/05)
- 2012 –  Team Saxo Bank
- 2013 –  Team Saxo-Tinkoff
- 2014 –  Drapac Professional Cycling

Boaro ·
Cantwell · 
Christensen ·
Contador ·
J. J. Haedo ·
L. S. Haedo ·
Hoestov ·
Hernández ·
Juul-Jensen ·
Jørgensen ·
Klostergaard ·
Kroon ·
Lund ·
Majka ·
Margaliot ·
Marycz ·
Miyazawa ·
Mørkøv ·
Navarro ·
Noval ·
Nuyens ·
Paulinho ·
Pires ·
Roberts ·
C. A. Sørensen ·
N. Sørensen · 
Steensen ·
Tanner ·
Tosatto ·
Vinther
Bennati ·
Boaro ·
Breschel ·
Cantwell · 
Christensen ·
Contador ·
Duggan ·
Hernández ·
Juul-Jensen ·
Jørgensen ·
Kreuziger ·
Kroon ·
Kump ·
Lund ·
Majka ·
McCarthy ·
Miyazawa ·
Mørkøv ·
Noval ·
Petrov ·
Paulinho ·
Pires ·
Roche ·
Rogers ·
C. A. Sørensen ·
N. Sørensen · 
Sutherland ·
Tosatto ·
Zaugg ·
Hansen (stagiair) ·
Poljański (stagiair)
Anderson · Cantwell · Clarke · Crawford · Goesinnen · Hucker · Johnson · Kerby · Lapthorne · Meyer · Norris · Palmer · Phelan · Rudolph · W.Sulzberger · B.Sulzberger · Wippert · Canty (stagiair)